# El viaje de Chihiro
El viaje de Chihiro (千と千尋の神隠し Sen to Chihiro no Kamikakushi?, lit. La misteriosa desaparición de Sen y Chihiro) es una película de animación japonesa estrenada el 20 de julio de 2001. Fue dirigida por Hayao Miyazaki y producida en el Studio Ghibli, por Tokuma Shoten, Nippon Television Network, Dentsu, Buena Vista Home Entertainment, Tohokushinsha Film, Mitsubishi y distribuida por Tōhō. El elenco principal está compuesto por Rumi Hiiragi, Miyu Irino, Mari Natsuki, Takeshi Naitō, Yasuko Sawaguchi, Tsunehiko Kamijō, Takehiko Ono y Bunta Sugawara. Se trata del séptimo largometraje dirigido por Miyazaki dentro del estudio y de la decimosegunda producción de Ghibli. El filme cuenta la historia de una niña de diez años llamada Chihiro, quien durante una mudanza se ve atrapada en un mundo mágico y sobrenatural, teniendo como misión buscar su libertad y la de sus padres, y así poder regresar a su mundo.
Miyazaki escribió el guion después de haber decidido que la película estaría basada sobre la hija de diez años de un amigo, quien iba a visitar su casa cada verano. En ese momento Miyazaki estaba trabajando en dos proyectos personales, pero ambos fueron rechazados. Con un presupuesto de 1900 millones de yenes —19 millones de dólares estadounidenses—, la producción de El viaje de Chihiro comenzó en 2000.
Desde su estreno, que fue el 20 de julio de 2001, El viaje de Chihiro alcanzó un gran éxito dentro y fuera de Japón. Con una recaudación mayor a los 30 000 millones de yenes —229 millones de dólares—, fue la película más taquillera en la historia del cine japonés; (hasta la llegada de la película de Demon Slayer en 2020), mientras que a nivel mundial recaudó más de 264 millones de dólares. Aclamada por la crítica internacional, la película es considerada una de las mejores de la década de los 2000, y una de las mejores películas animadas de todos los tiempos. En cuanto a premios, ganó un Óscar en la categoría de mejor película de animación ; también ganó el Oso de oro, ex aequo con Domingo sangriento, en el Festival Internacional de Cine de Berlín de 2002, siendo la única película de animación en conseguirlo hasta la fecha. Además, se encuentra en el top 10 de las 50 películas que deberías ver a los 14 años según el British Film Institute.

## Argumento

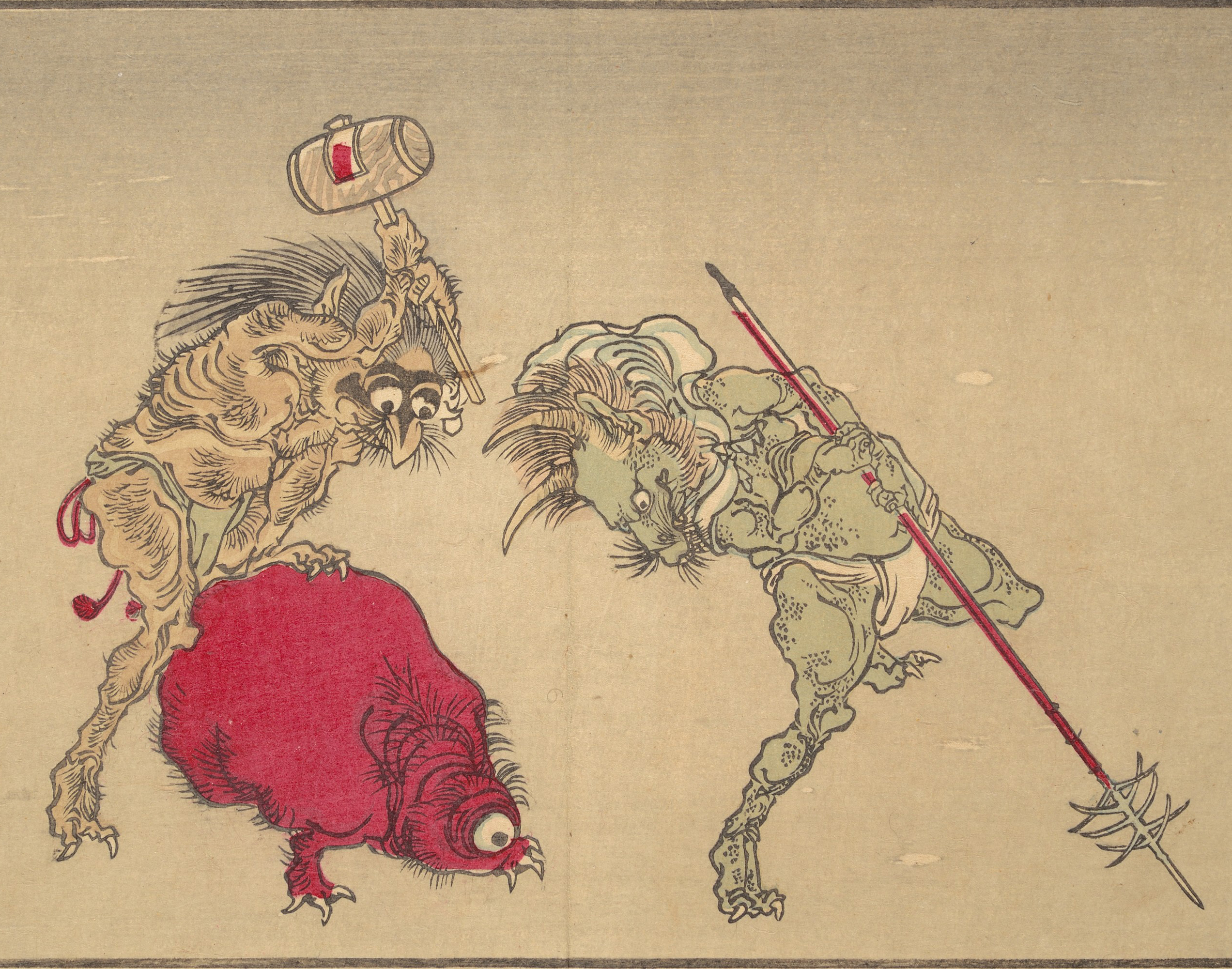
Ilustración que representa a varios yōkai, similares a los espíritus que aparecen en la película.

Chihiro y sus padres están en proceso de mudanza a otra ciudad, un cambio que la niña considera molesto. Su desaprobación se manifiesta en su falta de ánimo y mal humor. Durante el trayecto, su padre decide tomar un atajo para ahorrar tiempo, pero lo que logran es adentrarse en un bosque y encontrar un extraño túnel. Aunque Chihiro se muestra reticente, sus padres deciden bajar del automóvil para explorar. Al otro lado del túnel, descubren un pueblo aparentemente abandonado, que el padre de Chihiro supone es uno de los muchos parques de atracciones que surgieron y quebraron rápidamente en Japón. Mientras recorren el lugar en busca de alguien que los oriente, encuentran puestos de comida al aire libre. Al no encontrar quien los atienda, deciden tomar los alimentos sin permiso, basándose en que tienen dinero para pagar. Chihiro se aleja para continuar investigando y se encuentra con un misterioso joven llamado Haku, quien le advierte que debe llevarse a sus padres y huir antes de que anochezca, lo cual ocurrirá en pocos minutos.
Chihiro corre en busca de sus padres, pero a medida que se oscurece, la ciudad parece cobrar vida. Los faroles se encienden y empiezan a aparecer espíritus de diversas formas. Al llegar al restaurante donde dejó a sus padres, descubre que se han transformado en dos enormes cerdos. Aterrada, huye del lugar, pero al intentar llegar al túnel, descubre que la pradera se ha convertido en un océano, por donde llega un barco, del que desembarcan más espíritus. Chihiro nota que su cuerpo está desapareciendo, pero Haku aparece nuevamente y le da de comer alimentos de ese mundo, lo que le permite recuperar su forma humana. Él la lleva rápidamente a una casa de baños termales, donde deberá conseguir trabajo hasta que él pueda ayudarla a escapar. Haku envía a Chihiro al calderero de la casa, Kamaji, quien le informa que ya tiene trabajadores (los susuwatari), pero la envía a ver a la bruja Yubaba, la dueña del lugar.
Yubaba le explica a Chihiro que el establecimiento es un balneario donde acuden ocho millones de dioses, una cifra metafórica en el sintoísmo que representa la infinita variedad de seres sobrenaturales. Yubaba trata de echar a Chihiro, pero ella persiste en pedir trabajo, recordando la advertencia de Haku de que quienes no trabajen serán transformados en cerdos. Finalmente, la bruja cede y le otorga un puesto, pero a cambio le roba su nombre y la rebautiza como Sen (千). Haku aparece y, aunque parece distante y frío, le ordena a Lin que enseñe a Sen a trabajar.
Al día siguiente, Sen se reencuentra con Haku, quien ahora actúa de manera amistosa y la lleva a ver a sus padres, quienes siguen convertidos en cerdos. Allí, Sen encuentra una tarjeta de despedida de sus amigos, lo que la hace recordar su verdadero nombre. Haku le advierte que Yubaba controla a las personas tomando sus nombres, y que si olvida el suyo, como le sucedió a él, no podrá regresar al mundo humano. Haku también le da un alimento que le permite expresar su dolor interior. Esa noche, mientras trabaja, Sen permite la entrada de un extraño cliente, una criatura enmascarada llamada Sin Rostro, quien se muestra silencioso y extraño.
Al día siguiente, un dios río, al que Sen limpia durante su baño, le agradece el favor otorgándole un pastelillo de hierbas y rociando el lugar con pepitas de oro, que Yubaba reclama como suyas. Mientras tanto, Sin Rostro, cada vez más codicioso y corrupto, empieza a devorar a los trabajadores, creciendo en tamaño. Sen descubre que un shikigami está atacando a un dragón blanco en el cielo, a quien reconoce como Haku. Cuando este cae gravemente herido, Sen se dirige hacia él sin saber que un shikigami se había adherido a su espalda. En la oficina de Yubaba, la bruja ordena arrojar al moribundo Haku al vertedero. En ese momento, Sen es testigo de cómo el shikigami se transforma en Zeniba, la hermana gemela de Yubaba, quien le revela que Haku había robado un sello mágico que lo estaba matando.
Zeniba también le explica a Sen que Yubaba usaba el sello para controlar a Haku. Cuando Sen aplasta la babosa negra que había salido del sello, la maldición se rompe. Kamaji, el calderero, ayuda a Haku a recuperarse, y Sen decide devolver el sello a Zeniba y pedir perdón en nombre de Haku. Kamaji le proporciona boletos para el tren con destino a la residencia de Zeniba.
Antes de salir, Sen se enfrenta a Sin Rostro, quien la persigue hasta fuera de la casa de baños. Al no mostrar interés en su oro, Sen decide darle el pastelillo que había guardado. Sin Rostro, ya purificado, decide acompañar a Sen y Boh a ver a Zeniba. Mientras tanto, Yubaba ordena la ejecución de los padres de Sen, pero Haku negocia su liberación a cambio de traer a Boh de regreso. Sen, el Sin Rostro y Boh llegan a la casa de Zeniba, quien resulta ser amable y generosa. Zeniba les explica que el hechizo sobre Boh ya no tiene efecto, pero que no desea cambiar nada porque se están divirtiendo. También le revela a Sen que Yubaba controlaba a Haku mediante la babosa, y que el romper la maldición le permitió liberarse.
Haku, en su forma de dragón, regresa al hogar de Zeniba y lleva a Sen y Boh de regreso al lugar de los baños. En el camino, Sen recuerda haber sido rescatada en su niñez por un dios del río, a quien ahora reconoce como Haku, el dios del río Kohaku. Finalmente, Haku recobra su memoria y su verdadero nombre: Nigihayami Kohakunushi, y recuerda cómo perdió su hogar cuando los humanos secaron su río. Cuando llegan a la casa de baños, Boh y el ave de Yubaba recobran sus verdaderas formas. El bebé le explica a su madre que se divirtió mucho con Sen y no desea que la lastime. Yubaba, en última instancia, le plantea a Sen un acertijo para liberar a sus padres: deberá identificar a sus padres entre un grupo de cerdos. Sen responde correctamente, lo que rompe su contrato con Yubaba y la bruja acepta su derrota, permitiendo que Sen y sus padres se vayan en paz.
Al amanecer, Haku lleva a Chihiro al lecho de su río ahora seco y le explica que, ahora que ambos han recobrado sus nombres, Yubaba ya no podrá hacerles daño. Después de prometerse encontrarse de nuevo, Chihiro cruza el lecho del río y se reencuentra con sus padres, quienes han vuelto a la normalidad y no recuerdan lo sucedido. La película concluye con Chihiro y sus padres alejándose en su automóvil.

## Voces
A continuación se lista a los personajes principales junto a sus respectivos seiyū (actor de voz en Japón), así como a los actores de voz que hicieron sus interpretaciones en español para las versiones de España y México:
| Personaje | Seiyū            | España              | México          | Estados Unidos     |
| --- | ---------------- | ------------------- | --------------- | ------------------ |
| Chihiro Ogino (荻野 千尋 Ogino Chihiro?) / Sen (千?)                                                                   | Rumi Hiiragi     | Paula Ribó          | Jessica Ángeles | Daveigh Chase      |
| Haku (ハク?) / Espíritu del río Kohaku (ニギハヤミコハクヌシ Nigihayami Kohakunushi?, lit. «Dios del veloz río ámbar») | Miyu Irino       | Ángel de Gracia     | Enzo Fortuny    | Jason Marsden      |
| Yubaba (湯婆 Yubāba?, lit. «bruja de la casa de baños»)                                                                | Mari Natsuki     | Carmen Contreras    | Joanna Brito    | Suzanne Pleshette  |
| Zeniba (銭婆 Zenība?, lit. «bruja del dinero»)                                                                         | Mari Natsuki     | Carmen Contreras    | Joanna Brito    | Suzanne Pleshette  |
| Lin (リン Rin?) | Yumi Tamai       | Joël Mulachs        | Patricia Llaca  | Susan Egan         |
| Kamajii (釜爺 lit. «anciano de las calderas»?)                                                                         | Bunta Sugawara   | Pepe Mediavilla     | Jaime Vega      | David Ogden Stiers |
| Boh (坊 Bō?) | Ryūnosuke Kamiki | Estela Vilches      | Claudia Motta   | Tara Strong        |
| Sin Rostro (カオナシ Kaonashi?, lit. «sin cara»)                                                                       | Akio Nakamura    | Aleix Estadella     | Bob Bergen      | Bob Bergen         |
| Yūko Ogino (荻野 悠子 Ogino Yūko?)                                                                                     | Yasuko Sawaguchi | Silvia Vilarrasa    | Simone Brook    | Lauren Holly       |
| Akio Ogino (荻野 明夫 Ogino Akio?)                                                                                     | Takashi Naitō    | Jordi Boixaderas    | Alfonso Ramírez | Michael Chiklis    |
| Aogaeru (青蛙 lit. «rana azul»?)                                                                                       | Tatsuya Gashūin  | José Javier Serrano |                 | Bob Bergen         |
| Bandai-gaeru (番台蛙?)/Intendente júnior                                                                               | Yō Ōizumi        | Alberto Mieza       |                 | Rodger Bumpass     |
| Aniyaku (兄役?)/Intendente sénior                                                                                      | Takehiko Ono     | Gonzalo Durán       |                 | John Ratzenberger  |
| Dios del río (河の神 Kawa no kami?)                                                                                    | Koba Hayashi     | Toni Solanes        |                 |                    |
| Dios del nabo (おしら様 Oshira-sama?, lit. «gran señor blanco»)                                                        | Ken Yasuda       |                     | Jack Angel      |                    |

## Temática

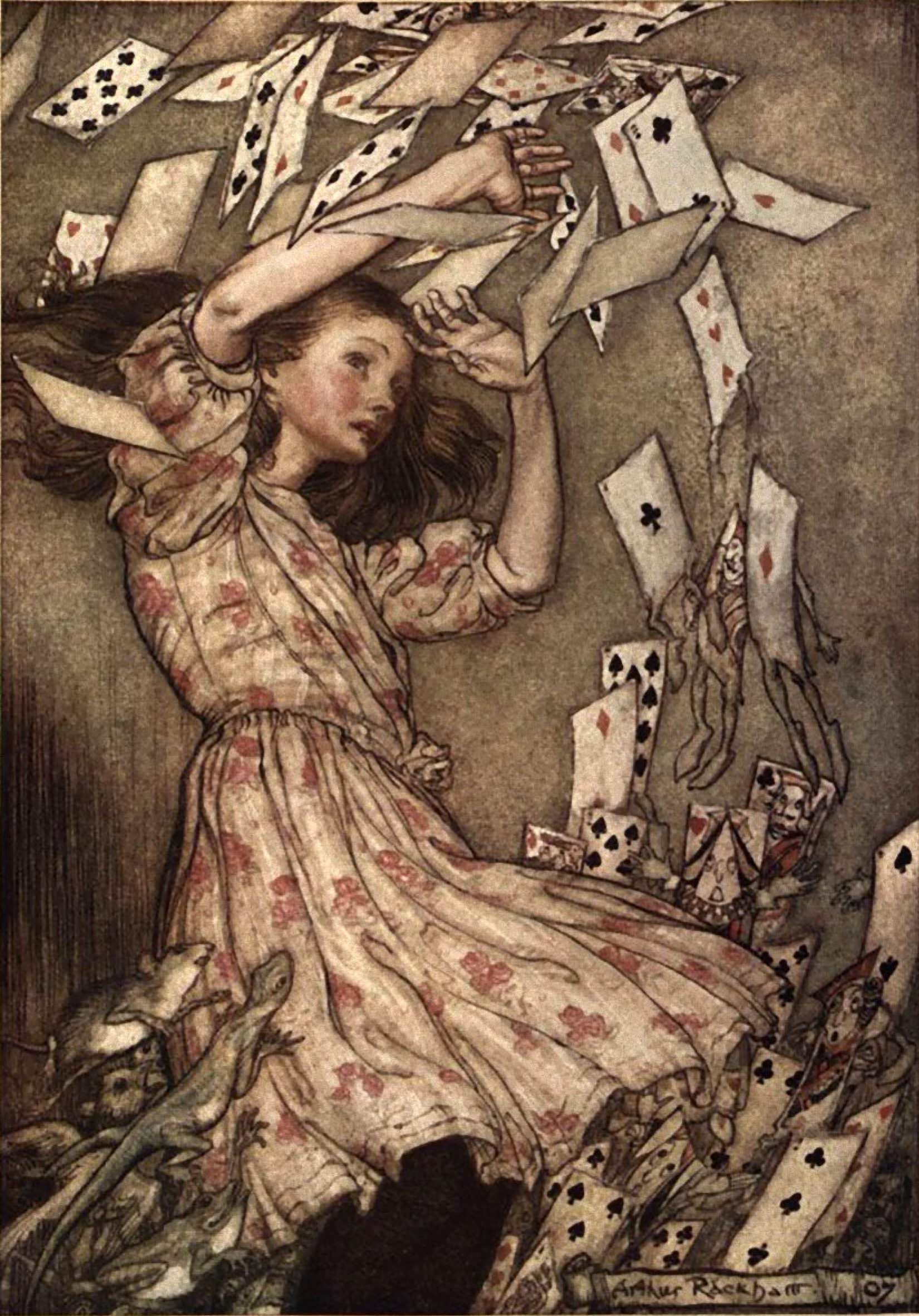
Ilustración de Las aventuras de Alicia en el país de las maravillas, obra con la cual es frecuentemente comparada El viaje de Chihiro.

La temática principal que se trata en la película es el viaje liminal que realiza el personaje protagonista hacia el reino de los espíritus, donde queda alejada de todo lo que conoce. El tránsito de Chihiro en este mundo alternativo, que puede ser comparado con Las aventuras de Alicia en el país de las maravillas, de Lewis Carroll, representa su paso de la niñez a la adultez. La entrada arquetípica hacia otro mundo delimita la condición de Chihiro como alguien que se encuentra entre la niñez y la adultez. El personaje también se mantiene fuera de los límites de la sociedad en el entorno sobrenatural. El uso de la palabra «kamikakushi» (神隠し?  lit. «Oculto por los dioses») en el título japonés de la película y su respectivo folclore refuerzan este pasaje: «Kamikakushi es un veredicto de 'muerte social' en este mundo, y regresar a este mundo tras el kamikakushi significa la 'resurrección social'». Por su parte, el personaje de Yubaba comparte ciertas similitudes con el cochero de Las aventuras de Pinocho, puesto que esta transforma humanos en cerdos de la misma manera que los niños del país de los juguetes eran transformados en asnos. Al conseguir empleo en la casa de baños termales, Yubaba roba el verdadero nombre de Chihiro, lo que simbólicamente significaría la muerte de la niña, y que debe asumir entonces la adultez. Chihiro experimenta un rito de paso según el formato del monomito. En su intento de recuperar la continuidad con su pasado, Chihiro debe forjar una nueva identidad.
Además del tema de la adultez, El viaje de Chihiro hace una crítica a la sociedad japonesa moderna en cuanto a conflictos generacionales, la lucha con la disolución de las costumbres y la cultura tradicional dentro de una sociedad global, así como la contaminación ambiental. Chihiro ha sido vista como una representación del género shōjo, cuyos papeles e ideologías han cambiado dramáticamente desde el Japón de la posguerra. Al igual que Chihiro busca su identidad pasada, Japón, en su ansiedad por el decrecimiento económico durante el estreno de esta película en 2001, buscó reconectarse con sus antiguos valores. En una entrevista, Miyazaki comentó sobre este elemento nostálgico de un antiguo Japón.
La casa de baños termales puede interpretarse como un entorno ambiguo y oscuro, al tratarse de un sitio ostentoso y repleto de avaricia, como se ve con la aparición inicial de Sin Cara. Varios de los empleados que ahí trabajan son groseros con Chihiro tan solo porque es humana, y la corrupción siempre está presente. Las representaciones de la contaminación ambiental están dadas en la película, por ejemplo, con la deformación del cuerpo del dios del río por la basura, o con la pérdida del río de Haku debido a la construcción de un complejo de departamentos.
Otras de las temáticas de la película son expresadas a través del personaje de Sin Cara, que refleja al resto de los personajes que lo rodea, pues aprende con ejemplos y toma los rasgos de aquellos a quien devora. Esta naturaleza resulta en una masacre en la casa de baños termales, pero luego es salvado por Chihiro cuando le da de comer la bola de masa obsequiada por el dios del río; así, Sin Cara vuelve a ser tímido. Para el final de la película, Zeniba decide hacerse cargo de él para evitar que se exponga a la influencia negativa de la casa de baños.

## Producción
Cada verano, Miyazaki pasaba sus vacaciones en una cabaña de montaña con su familia, amigos de la familia y cinco jóvenes, hijas de esos amigos. El viaje de Chihiro surgió como la idea de crear una película que pudiese dedicarle a estas pequeñas jóvenes. Miyazaki ya había hecho películas como Mi vecino Totoro y Kiki: Entregas a domicilio (también llamada Nicky, la aprendiz de bruja), las cuales están dirigidas a niños y adolescentes, pero nunca había creado una para niñas de diez años. Para inspirarse, leyó revistas de manga shōjo, como Nakayoshi y Ribon, que las niñas habían dejado en la cabaña. No obstante, Miyazaki sentía que las obras publicadas por las revistas solo trataban temas subjetivos, como romances y enamoramientos. Al mirar a sus jóvenes amigas, Miyazaki veía que este tipo de temas contrastaban con ellas, por lo que decidió producir una película sobre una pequeña heroína a la que pudieran ver en su lugar.
Miyazaki quería hacer una nueva película desde hacía mucho tiempo. Escribió dos proyectos como propuestas, pero ambos fueron rechazados. El primero estaba basado en el libro japonés Kirino Mukouno Fushigina Machi, y el segundo trataba sobre una heroína adolescente. La tercera propuesta de Miyazaki, que terminó convirtiéndose en El viaje de Chihiro, fue la que tuvo éxito. Las tres historias giraban en torno a una casa de baños basada en una que había en la ciudad natal de Miyazaki. El autor pensaba que este era un lugar misterioso, con una pequeña puerta junto a las bañeras. Curioso por saber qué había detrás de ella, terminó inventando varias historias al respecto; una de las cuales le sirvió de inspiración para crear la casa de baños que aparece en la película.

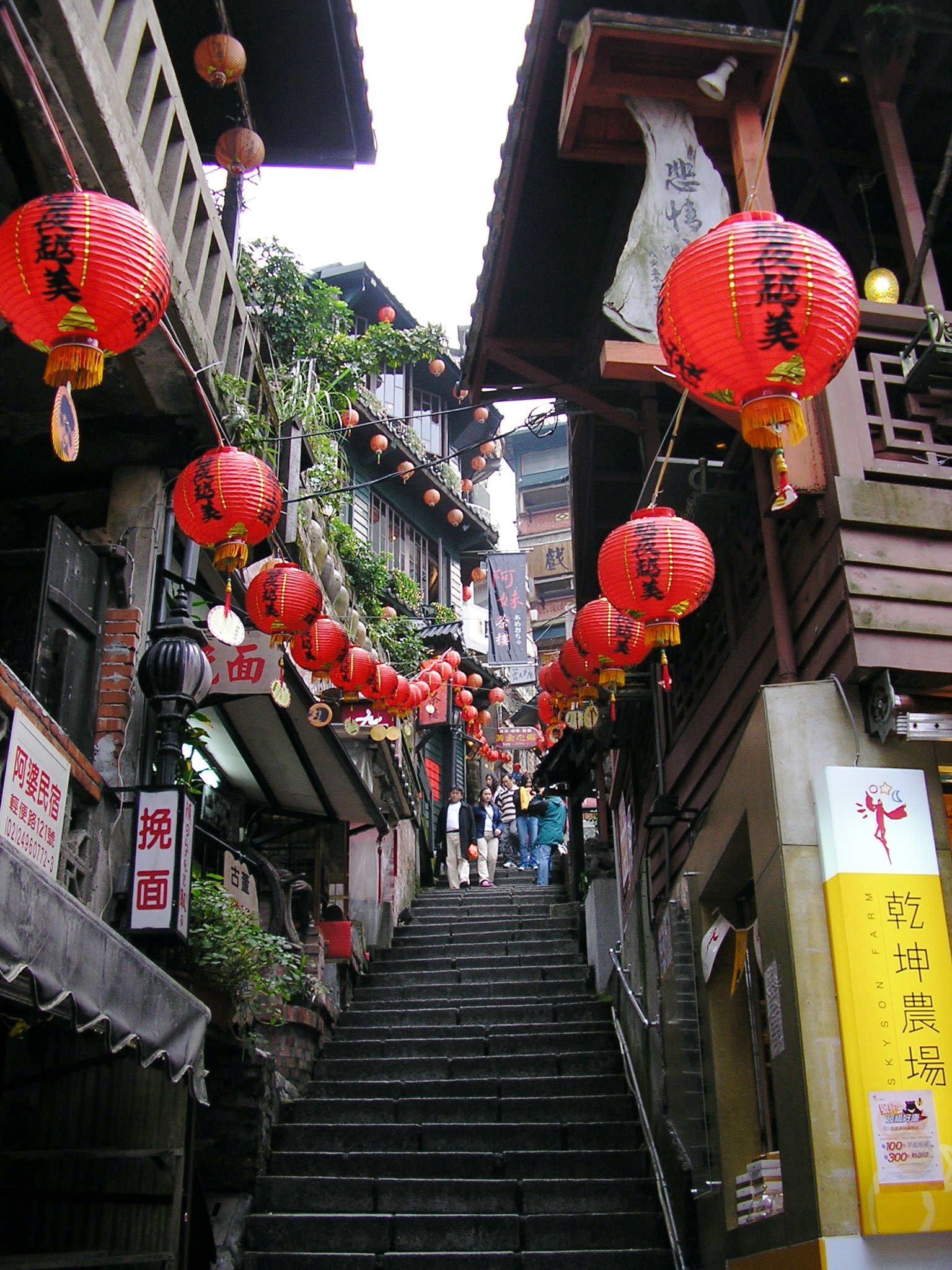
Jiufen, una localidad de Taiwán que sirvió como inspiración para el diseño del mundo de los espíritus.

La producción de la película comenzó en el 2000, con un presupuesto de 1500 millones de yenes —15 millones de USD—. La fecha que se fijó para el estreno de la película fue julio de 2001.
Al igual que en La princesa Mononoke, Miyazaki y el personal de Studio Ghibli experimentaron con la animación por computadora. Con el uso de más computadores y programas como Softimage, el personal del estudio aprendió a utilizar el software, pero mantuvo la tecnología a un nivel que realzara la historia y que no se «robara el show». Cada personaje fue dibujado casi por completo a mano, con Miyazaki trabajando junto a sus animadores para asegurarse de que todo marchaba bien. La mayor dificultad en hacer la película consistió en la reducción de su duración. Cuando la producción inició, Miyazaki se dio cuenta de que esta duraría más de tres horas si la continuaba haciendo de acuerdo a su trama. Tuvo que borrar varias escenas de la historia, y trató de reducir la «exquisitez» de la película porque quería hacerla simple. Tampoco quería que la heroína fuese una «chica linda». En un principio, se vio frustrado al notar que el personaje se veía «insípido», así que pensó: «No es linda. ¿No hay nada que podamos hacer?». No obstante, a medida que la película se acercaba al final, se sintió aliviado porque «[Chihiro sería] una mujer encantadora».
Para la creación de algunas edificaciones en el mundo de los espíritus, Miyazaki se basó en estructuras reales que aparecen en el Museo arquitectónico al aire libre Edo-Tokyo, en Koganei, Japón. Mientras trabajaba en la película, solía visitar el museo para inspirarse. Miyazaki siempre estuvo interesado en el estilo pseudo-occidental de los edificios de la era Meiji que se encontraban allí. El museo hacía que se sintiera nostálgico, «especialmente cuando estoy solo en las tardes, cerca de la hora de cierre, y el sol se comienza a poner; las lágrimas caen de mis ojos». Otra fuente de inspiración fue el Notoya Ryokan, una posada tradicional japonesa de la prefectura de Yamagata, famosa por su arquitectura y elementos ornamentales. La pequeña localidad de Jiufen, en Taiwán, también sirvió como modelo para el diseño del mundo de los espíritus de la película.

### Música
La música de El viaje de Chihiro fue compuesta y dirigida por Joe Hisaishi —colaborador habitual de Miyazaki—, e interpretada por la New Japan Philharmonic. La banda sonora recibió una condecoración a la mejor música en la 56.ª ceremonia de premiación del Mainichi Film Competition Award, así como también ganó el Tokyo Anime Award a la mejor música de película en el Tokyo International Anime Fair de 2001. Por último, recibió la 17.ª entrega del Japan Gold Disk Award en la categoría de álbum de animación del año. Hisaishi le agregó letra a «Ano natsu e» (あの夏へ?  lit. «Un día de verano») —uno de los temas de la banda sonora—, y tituló esta nueva versión «Inochi no Namae» (いのちの名前?  lit. «El nombre de la vida»), la cual fue interpretada por Ayaka Hirahara.
El tema de cierre, «Itsumo nando demo» (いつも何度でも Siempre conmigo?, lit. «Siempre, no importa cuántas veces»), fue escrito e interpretado por Yumi Kimura; la letra fue escrita por Wakako Kaku, un amigo de Kimura. En un principio se planificó que esta canción integre otra obra de Miyazaki, Entotsu-kaki no Rin (煙突描きのリン?). Finalmente el proyecto se desestimó, y el autor decidió incluirla en El viaje de Chihiro ya que trataba sobre la misma idea. La cantante ucraniana Nataliya Gudziy interpretó una versión en televisión nacional japonesa el 6 de agosto de 2008, fecha del aniversario del bombardeo atómico sobre Hiroshima. Gudziy, quien experimentó el accidente nuclear de Chernóbil, comentó en vivo su vivencia y emitió un mensaje antinuclear durante el concierto. Esta interpretación de la canción también se asoció al posterior terremoto de Japón de 2011.
| N.º | Título                                                                | Duración |  |
| 1.  | «あの夏へ (Ano natsu e? lit. Un día de verano)»                       | 3:09     |  |
| 2.  | «とおり道 (Tōri michi? lit. El camino de alguna parte)»               | 2:07     |  |
| 3.  | «誰もいない料理店 (Dare mo inai ryōriten? lit. El restaurante vacío)» | 3:15     |  |
| 4.  | «夜来る (Yoru kuru? lit. Por la noche)»                               | 2:00     |  |
| 5.  | «竜の少年 (Ryū no shōnen? lit. El niño dragón)»                       | 2:12     |  |
| 6.  | «ボイラー虫 (Boirā mushi? lit. El chinche de la caldera)»             | 2:33     |  |
| 7.  | «神さま達 (Kami-samatachi? lit. Procesión de los espíritus)»          | 3:00     |  |
| 8.  | «湯婆婆 (Yubaba?)»                                                    | 3:30     |  |
| 9.  | «湯屋の朝 (Yuya no asa? lit. Mañana de baños)»                        | 2:02     |  |
| 10. | «あの日の川 (Ano hi no kawa? lit. Día del río)»                       | 3:13     |  |
| 11. | «仕事はつらいぜ (Shigoto wa tsuraize? lit. El duro trabajo)»          | 2:26     |  |
| 12. | «おクサレ神 (Okusare-kami? lit. El Dios podrido)»                     | 4:01     |  |
| 13. | «千の勇気 (Sen no yūki? lit. El coraje de Sen)»                       | 2:45     |  |
| 14. | «底なし穴 (Sokonashi ana? lit. Abismo)»                               | 1:18     |  |
| 15. | «カオナシ (Kaonashi? lit. Sin Cara)»                                  | 3:47     |  |
| 16. | «6番目の駅 (Roku-banme no eki? lit. Sexta estación)»                  | 3:38     |  |
| 17. | «湯婆婆狂乱 (Yubaba kyōran? lit. El pánico de Yubaba)»                | 1:38     |  |
| 18. | «沼の底の家 (Numa no soko no ie? lit. Casa en el fondo del pantano)»  | 1:29     |  |
| 19. | «ふたたび (Futatabi? lit. De nuevo)»                                  | 4:53     |  |
| 20. | «帰る日 (Kaeru hi? lit. El retorno del día)»                          | 3:20     |  |
| 21. | «いつも何度でも (Itsumo nando demo? Siempre conmigo)»                 | 3:35     |  |

Además de la banda sonora original, se publicó un image album titulado Sen to Chihiro no kamikakushi Imējiarubamu (千と千尋の神隠し　イメージアルバム?), el cual contiene diez pistas.
| N.º | Título                                                                           | Duración |  |
| 1.  | «あの日の川へ (Ano Hi no Kawa e?)»                                               | 3:54     |  |
| 2.  | «夜が来る (Yoru ga kuru? lit. Viene la noche)»                                   | 4:25     |  |
| 3.  | «神々さま (Kamigami-sama? lit. Dioses)»                                          | 3:55     |  |
| 4.  | «油屋 (Yuya? lit. Baños)»                                                        | 3:56     |  |
| 5.  | «不思議の国の住人 (Fushigi no kuni no jyūnin? lit. Población de las maravillas)» | 3:20     |  |
| 6.  | «さみしいさみしい (Samishii samishii? lit. Solitario, solitario)»                | 3:41     |  |
| 7.  | «ソリチュード (Sorichūdo? lit. Soledad)»                                         | 3:49     |  |
| 8.  | «海 (Umi? lit. El mar)»                                                          | 3:22     |  |
| 9.  | «白い竜 (Shiroi ryū? lit. Dragón blanco)»                                        | 3:33     |  |
| 10. | «千尋のワルツ (Chihiro no warutsu? lit. El vals de Chihiro)»                     | 3:20     |  |

## Recepción

### Comercial
El viaje de Chihiro se comenzó a exhibir en los cines de Japón el 20 de julio de 2001, y desde entonces logró recaudar 229 607 878 USD, para así convertirse en la película más taquillera en la historia del cine japonés. Además, obtuvo una recaudación a nivel mundial de 274 925 095 USD, siendo la primera película que ha ganado más de 200 millones de dólares a nivel mundial antes de estrenarse en Estados Unidos. En otros países como Venezuela y Perú, la película se estrenó el 6 y el 13 de agosto de 2003. En Argentina, se encuentra entre las diez películas de animación japonesa con más tickets vendidos en la historia, siendo la única en la lista en no estar basada en una serie de anime.

### Crítica
El viaje de Chihiro recibió una buena acogida entre los críticos. En el sitio web especializado Rotten Tomatoes, la película posee un 97 % de aceptación, con un total de 152 comentarios y con una calificación promedio de 8.5/10. El consenso entre los críticos señala: «El viaje de Chihiro es una deslumbrante, encantadora y magníficamente elaborada historia que dejará a los espectadores un poco más curiosos y fascinados por el mundo que los rodea». Además, en este mismo sitio web ocupa el decimotercer lugar en una lista de las cincuenta mejores películas animadas. En el sitio web Metacritic, consiguió una calificación de 94/100, basándose en 37 críticas, mientras que en Internet Movie Database (IMDb), con una puntuación de 8.6/10 dada por el público —281 153 votantes—, ocupa el trigésimo sexto lugar en el top 250 de las mejores películas según los votantes del sitio. En el sitio web FilmAffinity, la película tiene una calificación de 8.1/10, sobre la base de los votos de más de 80 000 usuarios.
Roger Ebert, crítico cinematográfico del Chicago Sun-Times, le dio cuatro estrellas de cuatro posibles y alabó tanto la película como la dirección de Miyazaki. Ebert también calificó a El viaje de Chihiro como una de las «mejores películas del año». Kenneth Turan, de Los Angeles Times, consideró buenas las actuaciones de voz, y dijo que la cinta es «producto de una fiera e intrépida imaginación cuyas creaciones son diferentes de cualquier cosa que una persona haya visto antes». Al igual que Ebert, Turan alabó la dirección de Miyazaki. Jay Boyaer, del Orlando Sentinel, también hizo buenos comentarios sobre la dirección de Miyazaki, y comentó que la película «es la opción perfecta para un niño que se haya mudado a un nuevo hogar». Elvis Mitchell, de The New York Times, dio una reseña positiva de la película, y elogió las secuencias de animación. Asimismo, realizó una comparación favorable con la obra A través del espejo y lo que Alicia encontró allí, de Lewis Carroll, señalando que sus películas son acerca de «cambios en el estado de ánimo como un humor» y que los personajes «intensifican la tensión [de la película]». Por su parte, Derek Elley, de Variety, comentó que El viaje de Chihiro «puede ser disfrutada tanto por jóvenes como por adultos», así como también halagó la animación y la música.

### Premios
El viaje de Chihiro consiguió treinta y cinco premios, entre los que se incluye un Óscar a la mejor película de animación, en 2003. Así, se convirtió en la segunda película animada en recibir esta condecoración —la categoría se inició en el 2001—, y la primera de anime que ha ganado un Óscar. En la vigésima quinta entrega de los premios de la Academia Japonesa —equivalentes japoneses del Óscar—, recibió dos galardones, en las categorías de mejor película del año y mejor canción. En el Festival Internacional de Cine de Berlín del 2002, este largometraje ganó el Oso de oro, ex aequo con Domingo sangriento, convirtiéndose en la única película de animación en conseguirlo hasta la fecha. La película también recibió cuatro premios Annie: a la mejor película, mejor dirección, mejor música y mejor guion en una cinta de animación.

## Formato casero
El largometraje salió a la venta el 19 de julio de 2002 en los formatos de video VHS y DVD. Además, el DVD incluyó guiones gráficos, y su edición especial contó con el obsequio de un reproductor de DVD del Studio Ghibli.
En Norteamérica, la película —en estos mismos formatos de video— fue lanzada a la venta por Buena Vista Home Entertainment el 15 de abril de 2003. Las ventas se vieron favorecidas por el recibimiento del Óscar a mejor película de animación en 2002. El contenido adicional constó de tráileres japoneses, entrevistas a los actores de voz norteamericanos y The Art of Spirited Away, un documental narrado por Jason Marsden, el actor de voz que interpretó a Haku en inglés.
En Argentina, la película fue editada en VHS y DVD por Argentina Video Home con doblaje y versión original subtítulado al castellano el 7 de abril de 2004. Fue reeditada en DVD el 3 de febrero de 2010 por SBP. En México, también fue editada en VHS y DVD con doblaje al castellano el 16 de enero de 2004 por Universal Pictures. Fue reeditada por Zima Entertainment en DVD en noviembre de 2010 y en Blu-ray el 10 de noviembre de 2015.